# جزيرة سموث
جزيرة سموث هي جزيرة تقع في خليج سبنسر قبالة الساحل الشرقي لشبه جزيرة جوسيو في شبه جزيرة آير في جنوب أستراليا على بعد حوالي 32 كم (20 ميل) جنوب شرق بورت لينكولن. سميت من قبل ماثيو فليندرز تخليداً لذكرى ويليام سميث الذي كان أحد أفراد الطاقم الثمانية الذين فقدوا من القاطع الذي انقلب في وقت ما بعد إطلاقه من HMS Investigator (1801) [الإنجليزية] للبحث في المياه في 21 فبراير 1802.

## الموقع
تقع جزيرة سميث على بعد حوالي 32 كـم (20 ميل) جنوب شرق بورت لينكولن، و2.8 كـم (1.7 ميل) جنوب جزيرة لويس و1.8 كـم (1.1 ميل) شرق كيب كاتاستروب. تبلغ مساحة الجزيرة 4 ها (9.9 أكر) ويبلغ أقصى ارتفاع لها 22 م (72 قدم) فوق مستوى سطح البحر. الوصول إلى الجزيرة محدود بسبب عدم وجود خط ساحلي محمي من الأمواج وتيارات المد والجزر.

## التكوين
تشكلت جزيرة سميث منذ حوالي 9100 عام عندما ارتفعت مستويات سطح البحر في بداية العصر الهولوسيني. تتكون الجزيرة من نتوء صخري من الجرانيت يرتفع من قاع البحر إلى غطاء مسطح من الكالسينيت. ترتفع الجزيرة من عمق 30 م (98 قدم) ضمن 180 م (590 قدم) فقط من شواطئها الغربية والجنوبية والشرقية.